# Moita (Marinha Grande)
Moita es una freguesia portuguesa del municipio de Marinha Grande, con 7,81 km² de superficie. Su densidad de población es de 181,6 hab/km².

## Galería

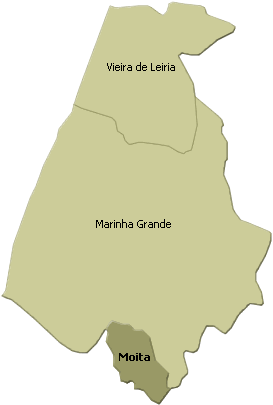